# فلوري (باد كاليه)
فلوري، باد كاليه (بالفرنسية: Fleury, Pas-de-Calais)‏ هي بلدية تقع في إقليم باد كاليه من منطقة نور با دو كاليه في شمال فرنسا. تبلغ مساحة هذه المدينة 2.75 (كم²)، وترتفع عن سطح البحر 80 م، يبلغ عدد سكانها 90 نسمة حسب إحصاء المعهد الوطني للإحصاء والدراسات الاقتصادية سنة 2009 م. وترأس Jean-Noël Voiseux البلدية خلال فترة (2008-2014).